# ليا جيمسون
ليا جيمسون (بالإنجليزية: Leah Jamieson)‏ (و. 1949  م) هي عَالِمَة حاسوب، ومهندسة أمريكية، ولدت في ترنتون، نيوجيرسي، هي عضوةٌ في الأكاديمية الأمريكية للفنون والعلوم.

## التعليم
تعلمت في جامعة برنستون، ومعهد ماساتشوستس للتكنولوجيا.

## جوائز
حصلت على جوائز منها:
- جائزة مركز أنيتا برج للمرأة والتكنولوجيا [الإنجليزية]‏ (2007)[8]
- Gordon Prize [الإنجليزية]‏ (2005)[9]
- زميل الأكاديمية الأمريكية للفنون والعلوم.